# Manania atlantica
Manania atlantica är en nässeldjursart som först beskrevs av Berrill 1962.  Manania atlantica ingår i släktet Manania och familjen Depastridae. Inga underarter finns listade i Catalogue of Life.